# Сегмент (геометрия)

Четыре сегмента плоской кривой.

Сегмент плоской кривой — плоская (обычно выпуклая) фигура, заключённая между кривой и её хордой.
Наиболее простой и распространённый пример сегмента плоской кривой: сегмент круга.

## Характеристики
Основные характеристики сегмента кривой — его ширина, высота, площадь и длина границы.

## Сегмент круга

Сегмент круга закрашен зелёным цветом.

Длина хорды {\displaystyle c} сегмента круга радиуса {\displaystyle R} и высоты {\displaystyle h} вычисляется по теореме Пифагора:
{\displaystyle c=2{\sqrt {R^{2}-(R-h)^{2}}}=2{\sqrt {2Rh-h^{2}}}}
Площадь {\displaystyle S} сегмента круга радиуса {\displaystyle R,} опирающегося на центральный угол {\displaystyle \textstyle \theta } (в радианах):
{\displaystyle S={\frac {1}{2}}R^{2}(\theta -\sin \theta )}

## Сегмент параболы

Площадь сегмента параболы

Архимед в III веке до н. э. доказал, что площадь сегмента параболы, отсекаемого от неё прямой, составляет 4/3 от площади вписанного в этот сегмент треугольника (см. рисунок).

## Сегмент эллипса

Сегмент эллипса (выделен зелёным цветом)

Пусть эллипс задан каноническим уравнением:
{\displaystyle {\frac {x^{2}}{a^{2}}}+{\frac {y^{2}}{b^{2}}}=1}
Площадь сегмента между дугой, выпуклой влево, и вертикальной хордой, проходящей через точку с абсциссой {\displaystyle x,} можно определить по формуле:
{\displaystyle S={\frac {\pi ab}{2}}-{\frac {b}{a}}\left(x\,{\sqrt {a^{2}-x^{2}}}+a^{2}\arcsin {\frac {x}{a}}\right).}

## Другие виды плоских сегментов
Задача нахождения площади и длины дуги произвольного сегмента требует применения методов интегрального исчисления, которое исторически было создано именно для этой цели.

### Площадь

Вычисление площади сегмента кривой

Для вычисления площади сегмента чаще всего удобно выбрать соответствующую хорду кривой в качестве оси абсцисс. Тогда площадь сегмента, то есть площадь под кривой {\displaystyle y=f(x)}, пересекающей ось абсцисс в точках a и b, равна:
{\displaystyle S=\int \limits _{a}^{b}f(x)dx}
Например, площадь под первой аркой синусоиды вычисляется как интеграл:
{\displaystyle S=\int \limits _{0}^{\pi }{\sin xdx}=-\cos(\pi )+\cos(0)=2}
Другой пример: площадь сегмента (арки) циклоиды, порождённой кругом радиуса {\displaystyle R,} равна {\displaystyle 3\pi R^{2},} то есть втрое больше площади порождающего круга.

### Длина дуги
Длина произвольной кривой, в том числе дуги сегмента, вычисляется по формуле
{\displaystyle L=\int \limits _{a}^{b}{\sqrt {1+\left(f'\left(x\right)\right)^{2}}}\,dx}
Например, для вычисления длины первой арки синусоиды необходимо вычислить нормальный эллиптический интеграл Лежандра 2-го рода, который не берётся явно. Поэтому для вычисления подобных интегралов сегодня обычно сразу используют численное интегрирование.